# 1991 (film)
Pour l'année, voir 1991.
Série
1987
(2014) 1995
(2024)
Pour plus de détails, voir Fiche technique et Distribution.
1991 est un film québécois réalisé par Ricardo Trogi, sorti en 2018.
Il est le troisième film d'une série de quatre, suivant 1981 (sorti en 2009) et 1987 (sorti en 2014) et précédent 1995 (sorti en 2024).

## Synopsis
En 1991, quand Ricardo était âgé de 21 ans, il était à l'université, et tout le monde partait, certains dans l'Ouest canadien, d'autres aux États-Unis. Pour lui, ça a été l'Italie, pas parce qu’il avait écouté l'appel des grandes capitales culturelles, mais pour suivre « la femme de sa vie ». En 1981, il s'agissait d’Anne Tremblay ; en 1987, c'était Marie-Josée Lebel. Mais oubliez ça ; c'est en 1991 que Ricardo Trogi a rencontré la vraie femme parfaite, Marie-Ève Bernard. C'est pour ça que le jour où elle lui a donné rendez-vous à Pérouse, il est parti la rejoindre, puis comme d'habitude, ça a été compliqué.

## Avant-première
Une première projection du film a été organisée au sein de la ville d'enfance du réalisateur Ricardo Trogi. Invitant ses amis et proche à y participer. Le producteur et réalisateur Michaël Morin ainsi que le bédéiste Luca Jalbert sont arrivés à bord d'une Chevette.

## Fiche technique
- Titre original : 1991
- Réalisation : Ricardo Trogi
- Scénario : Ricardo Trogi
- Musique : Frédéric Bégin
- Conception artistique : Christian Legaré
- Décors : Jean-Charles Claveau
- Costumes : Anne-Karine Gauthier
- Coiffure : Daniel Jacob
- Maquillage : Virginie Boudreau
- Photographie : Steve Asselin
- Son : Sylvain Brassard, Michel Lecoufle
- Montage : Yvann Thibaudeau
- Production : Nicole Robert
- Société(s) de production : Go Films
- Société(s) de distribution : Les Films Séville
- Budget : 5,7 millions de dollars[3]
- Pays d'origine :  Canada
- Langue originale : français
- Format : couleur
- Genre : biographie, comédie dramatique
- Durée : 102 minutes[3]
- Dates de sortie :
  - Canada : 16 juillet 2018  (grande première à Québec au Cineplex Beauport[4])
  - Canada : 23 juillet 2018  (première tapis rouge à Montréal à la Place des Arts)
  - Canada : 25 juillet 2018  (sortie en salle au Québec)

## Distribution
- Jean-Carl Boucher : Ricardo Trogi
- Sandrine Bisson : Claudette Trogi, la mère de Ricardo
- Claudio Colangelo : Benito Trogi, le père de Ricardo
- Juliette Gosselin : Marie-Ève Bernard
- Alexandre Nachi : Arturo
- Mara Lazaris : Georgia (Yorda)
- Mamoudou Camara : Mamadou
- David-Emmanuel Jauniaux : Jean-Pierre D'Astous
- Rose Adam : Nadia Trogi, la sœur de Ricardo
- Roberto Citran : le réceptionniste de l'école
- Alexandrine Agostini : la fonctionnaire de l'ambassade
- Guillaume Girard : le professeur de scénarisation
- Daniela Piperno (it) : la professeure à Pérouse, Italie